# Nyctimene sanctacrucis
Espèce
Statut de conservation UICN

 DD  : Données insuffisantes
Nyctimene sanctacrucis est une chauve-souris frugivore aujourd'hui disparue. Elle se trouvait dans le groupe des îles Santa Cruz de l'archipel des Solomon.
La dernière observation a été faite à l'île de Nendo en 1907. L'unique spécimen connu (1892) est une femelle qui se trouve aujourd'hui à l'Australian Museum de Sydney. Sa disparition fait suite à la destruction de la forêt.

## Source
- Flannery, Tim & Schouten, Peter (2001). A Gap in Nature: Discovering the World's Extinct Animals. Atlantic Monthly Press, New York.  (ISBN 0-87113-797-6).